# 陳鑑 (萬曆進士)
陳鑑（1577年—？），字無冶，號虚白，云南临安府石屏州人，明朝政治人物。

## 生平
万历二十八年（1600年）庚子科云南乡试第六名举人，萬曆三十五年（1607年）丁未科進士，兵部觀政，三十六年正月授刑部主事，三十八年升员外，三十九年京察，降河东运判，四十年升刑部主事，四十三年升郎中。
萬曆四十五年（1617年）升廣西梧州府知府，天启元年（1621年）升廣西副使，二年致仕。
回鄉後捐金二千改建石城防盜，沙定洲之亂時三次攻犯都賴此石城保全。

## 家族
曾祖陳麟。祖父陳政。父陳景善，恩授冠帶。前母吴氏，母许氏。永感下。兄陳镃、陳钢（府教授）、陳銘（知县）。